# Diego Sevillano
Diego Nahuel Sevillano (Tunuyán, 24 febbraio 1991) è un calciatore argentino, attaccante del Ferro (GP).

## Carriera
Ha giocato nella massima serie dei campionati argentino e rumeno.